# Чела Монте
Чѐла Мо̀нте (на италиански: Cella Monte; на пиемонтски: Selamont, Селамонт) е село и община в Северна Италия, провинция Алесандрия, регион Пиемонт. Разположено е на 268 m надморска височина. Населението на общината е 527 души (към 2010 г.).